# 东印尼真主战士
东印尼真主战士（簡稱MIT）是活躍於印尼蘇拉威西波索的伊斯蘭恐怖組織，已宣誓效忠伊斯蘭國。此組織成立於2010年，領導人原為唯一真主游擊隊的前指揮阿卜·沃达（山托索），2016年7月沃達被印尼警方擊斃，組織改由阿里·卡洛拉領導。东印尼真主战士的活動範圍大致限於蘇拉威西，但也威脅在印尼全境發動襲擊，其攻擊多針對基督徒與印尼警方。2016年起印尼警方與政府成立馬達戈拉亞特遣隊（原稱提弄巴拉特遣隊 Operation Tinombala）以清剿东印尼真主战士。2021年9月卡洛拉也被印尼警方擊斃。
已身亡的达恩·克罗、安迪卡·埃卡·普特拉與阿吉·潘杜·蘇沃托莫（索布隆）均為东印尼真主战士的成員，另外還有維吾爾族人至蘇拉威西參與东印尼真主战士的活動，有數人被殺或被捕，印尼政府曾請求中華人民共和國協助對抗恐怖組織的維吾爾族成員。
美國、英國與馬來西亞等多國均認定东印尼真主战士為恐怖組織。2015年9月，聯合國安全理事會伊斯蘭國與基地組織制裁委員會宣布制裁东印尼真主战士。